# 井出隼平
井出 隼平（いで じゅんぺい、1991年5月3日 - ）は、将棋棋士、プロ雀士。田丸昇門下。棋士番号は305。神奈川県横浜市出身。2023年9月に日本プロ麻雀協会に入会したことで、鈴木大介に次ぐ史上2人目の将棋・麻雀両方でのプロとなった。

## 棋歴
父から将棋を教わったのをきっかけとして、小学校3年当時から「将棋サロン吉祥寺」（後に荻窪に移転）に通い棋力を上達させた。
2003年に将棋サロン吉祥寺の席主から、指導対局に訪れた田丸昇を紹介され、師弟関係を締結。同年9月に6級で奨励会に入会。奨励会入会以降も、将棋サロン吉祥寺に毎日のように通い、主にアマチュアの強豪選手と練習対局を続けた。棋士・奨励会員が有志で結成する研究会には時間的な束縛を苦として所属しなかった。田丸及び席主の理解もあり、順調に昇級・昇段を続け、2009年7月に三段に昇段。
三段リーグには2009年度後期（第46回）より参加。
その間、2011年9月に将棋サロン吉祥寺が閉店し、練習の場所を失った井出はリーグにおける成績が低迷した。
2011年11月に将棋サロンが荻窪に移転して以降は調子を取り戻しコンスタントに勝ったものの、四段昇段に繋がる好成績は修められず、11勝5敗で最終日を迎えた参加7期目（第52回・2012年度後期）の三段リーグでは、井出が連勝し、宮本広志が1敗以上すれば四段昇段の可能性があり、将棋サロンの席主が将棋会館に赴き吉報を待ったにもかかわらず、17回戦で敗れたため昇段には至らなかった。
以降、再び成績不振に陥ったものの、田丸との話し合いの席で「何かを変えてみるといい」とアドバイスを受けてから、当初消極的だった公式戦の記録係を積極的に勤めたり、棋風の幅を広げたりして乗り越えた。
そして迎えた参加13期目（第58回・2015年度後期）の三段リーグでは、初戦から3連敗するなど前半戦は4勝5敗と負け越したものの、後半戦で連勝を重ね、10勝6敗で最終日を迎えた。
当期三段リーグは都成竜馬が最終日を待たずに優勝（四段昇段）を決定させて、2位争いが熾烈な状態であった。
11勝5敗が佐々木大地を含む4名（うち1名は井出より前期成績に基づく順位が上位であった）・10勝6敗のうち井出より順位が上位であった参加者が2名いたため、井出が2位になるためには、井出自身が連勝した上で、11勝5敗で井出より順位が上位であった1名が連敗し、他の5名が1敗以上喫することが条件とされ、その確率は0.78％とされていた。しかし最終日の対局結果において上記の条件が全て満たされたため、井出が逆転で2位に繰り上がり四段昇段を決定させた。

### プロ入り後
2016年10月30日、加古川青流戦で石川優太三段と3番勝負を指し、2勝1敗で優勝した。
2017年度は加古川青流戦にて、同棋戦史上初となる、2度目の決勝進出を果たす。3番勝負の相手は西田拓也となり、1勝後に2連敗を喫し準優勝で終わった。
2018年度は、第68回NHK杯戦で予選を勝ち抜き、本戦への初出場を決めた。本戦では1回戦で近藤誠也五段に敗れたが、師匠である田丸昇九段が出演し、愛弟子への声援を込めた解説を行なった。逆に、第76期順位戦では苦戦し、3勝7敗で終えた結果、惜しくも1度目の降級点が付いてしまった。
2019年度は第77期順位戦で再び苦戦し、2連勝→7連敗→1勝となり、またしても3勝7敗で終える。しかし、降級点の回避争いをする他のライバルも軒並み苦戦しており、辛うじて降級点の回避に成功した。第32期竜王戦では活躍し、昇級者決定戦を制して、5組へ昇級した（しかし、翌年度に3連敗を喫したため、再び6組へ出戻りになった）。また、第4回YAMADAチャレンジ杯では4連勝し決勝へ進出。しかし、門倉啓太に敗れ、準優勝となった。
2021年度は、第6期叡王戦で予選の四段戦を突破し、本戦に初進出。本戦1回戦では澤田真吾と対戦し、敗退した。

## 棋風
兄弟子の櫛田陽一に仕込まれた角筋を止める四間飛車を得意とする。
その一方、田丸からのアドバイス（上述）を受けて以降、行方尚史に居飛車を、窪田義行には振り飛車をそれぞれ教わり、将棋の幅を広げた。

## エピソード
- 田丸昇門下の奨励会員が棋士となったのは、1987年3月5日に四段となった櫛田陽一以来29年ぶり。
- 四段昇段を決定させた当日、まさか自身が昇段インタビューを受けるとは思っていなかった井出は、スーツではなく私服で対局に臨んだものの、上述の通りの結果により、私服姿で記念写真に収まった。
- 奨励会時代の公式戦成績は3勝7敗。女流棋士から2勝（中村真梨花、上田初美）、奨励会三段から1勝で対局当時プロ（四段以上）棋士からの勝ち星は挙げていなかった。
- 2023年9月、日本プロ麻雀協会に入会しプロ雀士としてデビューした[7]。将棋棋士兼プロ雀士となったのは、鈴木大介（日本プロ麻雀連盟）に次いで2人目。2023年現在、雀竜位戦でのクラスはG級。麻雀を覚えたのは高校1年の時で、棋士仲間では三枚堂達也や青嶋未来と打っている。麻雀ライターの福地誠の本を読むようになってから劇的に勝てるようになったという[8]。2023年、囲碁・将棋チャンネル杯麻雀王決定戦に将棋棋士代表として出場[要出典]。
- 第5回fuzzカップにて決勝に進出し3位になった。

## 昇段履歴
昇段規定は、将棋の段級 を参照。
- 2003年09月00日 : 6級 = 関東奨励会入会 [1]
- 2007年03月00日 : 初段
- 2008年03月00日 : 二段
- 2009年07月00日 : 三段（第46回奨励会三段リーグ〈2009年度後期〉からリーグ参加）[1]
- 2016年04月01日 : 四段（第58回奨励会三段リーグ優勝） = プロ入り [1]
- 2021年02月25日 : 五段（勝数規定／公式戦100勝、通算100勝）[9]

## 主な成績

### 棋戦優勝
- 加古川青流戦 1回（第6期 = 2016年度）

### 在籍クラス
| 開始 年度 | (出典)順位戦出典 | (出典)順位戦出典 | (出典)順位戦出典 | (出典)順位戦出典 | (出典)順位戦出典 | (出典)順位戦出典 | (出典)順位戦出典 | (出典)順位戦出典 | (出典)竜王戦出典 | (出典)竜王戦出典 | (出典)竜王戦出典 | (出典)竜王戦出典 | (出典)竜王戦出典 | (出典)竜王戦出典 | (出典)竜王戦出典 | (出典)竜王戦出典 | (出典)竜王戦出典 | (出典)竜王戦出典 |
| 開始 年度 | 期               | 名人             | A級              | B級              | B級              | C級              | C級              | 0                | 期               | 竜王             | 1組              | 2組              | 3組              | 4組              | 5組              | 6組              | 決勝 T           |                  |
| 開始 年度 | 期               | 名人             | A級              | 1組              | 2組              | 1組              | 2組              | 0                | 期               | 竜王             | 1組              | 2組              | 3組              | 4組              | 5組              | 6組              | 決勝 T           |                  |
| --- | ---------------- | ---------------- | ---------------- | ---------------- | ---------------- | ---------------- | ---------------- | ---------------- | ---------------- | ---------------- | ---------------- | ---------------- | ---------------- | ---------------- | ---------------- | ---------------- | ---------------- | ---------------- |
| 2016 | 75               |                  |                  |                  |                  |                  | C251             | 5-5              | 30               |                  |                  |                  |                  |                  |                  | 6組              | --               | 1-1/昇0-1        |
| 2017 | 76               |                  |                  |                  |                  |                  | C228x            | 3-7              | 31               |                  |                  |                  |                  |                  |                  | 6組              | --               | 0-1/昇0-1        |
| 2018 | 77               |                  |                  |                  |                  |                  | C239*            | 3-7              | 32               |                  |                  |                  |                  |                  |                  | 6組              | --               | 4-1/昇1-0        |
| 2019 | 78               |                  |                  |                  |                  |                  | C241*            | 7-3              | 33               |                  |                  |                  |                  |                  | 5組              |                  | --               | 0-1/昇0-2        |
| 2020 | 79               |                  |                  |                  |                  |                  | C212*            | 4-6              | 34               |                  |                  |                  |                  |                  |                  | 6組              | --               | 2-1/昇0-1        |
| 2021 | 80               |                  |                  |                  |                  |                  | C234*            | 4-6              | 35               |                  |                  |                  |                  |                  |                  | 6組              | --               | 1-1/昇3-1        |
| 2022 | 81               |                  |                  |                  |                  |                  | C237*            | 5-5              | 36               |                  |                  |                  |                  |                  |                  | 6組              | --               | 0-1/昇3-1        |
| 2023 | 82               |                  |                  |                  |                  |                  | C231*            | 6-4              | 37               |                  |                  |                  |                  |                  |                  | 6組              | --               | 4-1/昇1-0        |
| 2024 | 83               |                  |                  |                  |                  |                  | C219*            | -                | 38               |                  |                  |                  |                  |                  | 5組              |                  | --               | -                |
| 順位戦、竜王戦の 枠表記 は挑戦者。右欄の数字は勝-敗(番勝負/PO含まず)。 順位戦の右数字はクラス内順位 ( x当期降級点 / *累積降級点 / +降級点消去 ) 順位戦の「F編」はフリークラス編入 /「F宣」は宣言によるフリークラス転出。 竜王戦の 太字 はランキング戦優勝、竜王戦の 組(添字) は棋士以外の枠での出場。 |                  |                  |                  |                  |                  |                  |                  |                  |                  |                  |                  |                  |                  |                  |                  |                  |                  |                  |

### 年度別成績
| 2011年度              | 3  | 1 | 2 | 0.3333 | [ 12 ] [ 13 ] [ 14 ] |
| 2012年度              | 3  | 1 | 2 | 0.3333 | [ 15 ] [ 16 ] [ 17 ] |
| 2013年度              | 2  | 1 | 1 | 0.5000 | [ 18 ] [ 19 ]        |
| 2014年度              | 1  | 0 | 1 | 0.0000 | [ 20 ]               |
| 2015年度              | 1  | 0 | 1 | 0.0000 | [ 21 ]               |
| 通算                  | 10 | 3 | 7 | 0.3000 |                      |
| 2016年4月1日 四段昇段 |    |   |   |        |                      |

| 年度             | 対局数 | 勝数 | 負数 | 勝率   | (出典) | 通算成績 | 通算成績 | 通算成績 | 通算成績 | 通算成績 |
| ---------------- | ------ | ---- | ---- | ------ | ------ | -------- | -------- | -------- | -------- | -------- |
| 2016年度         | 34     | 17   | 17   | 0.5000 | [ 22 ] | 対局数   | 勝数     | 負数     | 勝率     | (出典)   |
| 2017年度         | 45     | 24   | 21   | 0.5333 | [ 23 ] | 79       | 41       | 38       |          |          |
| 2018年度         | 36     | 17   | 19   | 0.4722 | [ 24 ] | 115      | 58       | 57       |          |          |
| 2019年度         | 47     | 29   | 18   | 0.6170 | [ 25 ] | 162      | 87       | 75       |          |          |
| 2020年度         | 32     | 16   | 16   | 0.5000 | [ 26 ] | 194      | 103      | 91       |          |          |
| 2016-2020 (小計) | 194    | 103  | 91   |        |        | 通算成績 | 通算成績 | 通算成績 | 通算成績 | 通算成績 |
| 年度             | 対局数 | 勝数 | 負数 | 勝率   | (出典) | 対局数   | 勝数     | 負数     | 勝率     | (出典)   |
| 2021年度         | 37     | 18   | 19   | 0.4864 | [ 27 ] | 231      | 121      | 110      | 0.5238   | [ 28 ]   |
| 2022年度         | 32     | 17   | 15   | 0.5312 | [ 29 ] | 263      | 138      | 125      | 0.5247   | [ 30 ]   |
| 2023年度         | 39     | 26   | 13   | 0.6666 | [ 31 ] | 302      | 164      | 138      | 0.5430   | [ 32 ]   |
| 2021-2023 (小計) | 108    | 61   | 47   |        |        |          |          |          |          |          |
| 通算             | 302    | 164  | 138  | 0.5430 | [ 32 ] |          |          |          |          |          |
| 2023年度まで     |        |      |      |        |        |          |          |          |          |          |

## 著作・レコード
- 「負けて田丸門下」 (2017年、自主制作CD)[33]
- 「四間飛車序盤の指し方 完全ガイド」 (2018年、マイナビ将棋BOOKS)
- 「現代後手四間飛車のすべて」 (2021年、マイナビ将棋BOOKS)
- 「四間飛車至上主義 実戦で学ぶ考え方」 (2023年、マイナビ将棋BOOKS)

## 出演

### ウェブテレビ
- チーム対抗 詰将棋カラオケ（2018年4月9日、ニコニコ生放送）[34]